# Silencing the Singing
Silencing the Singing je treći EP norveškog elektroničkog sastava Ulver. Diskografska kuća Jester Records objavila ga je 4. prosinca 2001.

## Pozadina
Album je snimljen i miksan u veljači 2001. Snimljen tijekom snimanja albuma Perdition City, zajedno s EP Silence Teaches You How to Sing, je suptilan pandan dramatičnijem drugom albumu, objavljenom u ožujku 2000.
Stil je atmosferičniji i manje orijentiran na beat od glazbe na Perdition City. Zbog eksperimentalne prirode glazbe, oba Silence EP-a bila su ograničena na 2000 odnosno 3000 primjeraka. Međutim, oba su ponovo objavljena kao jedan disk, izdan preko američke nezavisne diskografske kuće Black Apple Records, pod naslovom Teachings in Silence, u studenome 2002.

## Popis pjesama
| 1.    | »Darling Didn't We Kill You?« | 8:52  |
| 2.    | »Speak Dead Speaker«          | 9:33  |
| 3.    | »Not Saved«                   | 10:29 |
| 28:54 |                               |       |

## Recenzije
William York, glazbeni kritičar sa stranice AllMusic dodijelio je EP-u tri zvjezdice od pet, komentirajući: “Silencing the Singing je Ulverovo prvo potpuno instrumentalno izdanje, ali inače nastavak ćudljivih, elektroničkih zvukova. Raspoloženje je dvosmisleno - nije strašno mračno ili tužno, ali svejedno donekle refleksivno i tmurno. Ovaj EP nije velika izjava kao svaki od Ulverovih prvih pet albuma, niti je drastičan pomak u odnosu na ono što je bilo prije njega (promjena s obzirom na Ulverove obično nepredvidive načine), ali svejedno je lijep, ugodan disk.”
John Chedsey sa stranice Satan Stole My Teddybear primijetio je: “Ako je Perdition City odredio mrežu, ulice, autoceste i zakone o zoniranju za to određeno urbano središte, sljedeća dva EP-a, Silence Teaches You How To Sing i Silencing the Singing, su dva odvojena putovanja kroz neke od zaboravljenih uličica. Njihove sesije za Perdition City nastavljaju dokazivati da je norveška odjeća doista bila na tragu čarobne inspiracije s njihovom najnovijom muzom. Glazba je suptilna i najbolje se doživljava noću kroz dobre slušalice jer je to vrsta stvari koja se oslanja na umoran um za najbolja lutanja.”
Quentin Kalis, pisac sa stranice Chronicles of Chaos, dodijelio je EP-u 9,5 od 10, komentirajući: “Domići statičkog šuma i razni drugi komadići bijelog šuma raspršuju album na mjestima koja se čine naizgled nasumično -- ali ovo je Ulver, nakon sve, i stječe se dojam da je svaki djelić buke postavljen tamo gdje jest s razlogom. Moj osobni favorit je "Not Saved", prekrasna, proganjajuća pjesma, smirujuća svojom repetitivnošću, ali također stvara osjećaj tuge. Kako pjesma nestaje i mislite da je album došao kraju, ona se vraća s osvetom, naizgled glasnija i zlokobnija nego prije.”

## Zasluge
Ulver
- Trickster G. – programiranje
- Tore Ylwizaker – programiranje
- Jørn H. Sværen – programiranje